# Boyacá (Manabí)
Boyacá ist eine Ortschaft und eine Parroquia rural („ländliches Kirchspiel“) im Kanton Chone der ecuadorianischen Provinz Manabí. Die Parroquia besitzt eine Fläche von 234,57 km². Die Einwohnerzahl lag im Jahr 2010 bei 4501.

## Lage
Die Parroquia Boyacá liegt in einer Hügellandschaft etwa 25 km von der Pazifikküste entfernt. Der 157 m hoch gelegene Hauptort befindet sich knapp 17 km nordwestlich des Kantonshauptortes Chone.
Die Parroquia Canuto grenzt im Osten an die Parroquia Ricaurte, im Südosten an Chone, im Süden an die Parroquia San Antonio, im Westen an die Parroquia San Vicente (Kanton San Vicente), im Nordwesten an die Parroquia San Isidro (Kanton Sucre) sowie im Norden an die Parroquia Eloy Alfaro.

## Geschichte
Der Ort hieß ursprünglich „La Palma“. Die Parroquia Boyacá wurde am 27. Juli 1920 gegründet. Sie erhielt ihren Namen in Gedenken an die Schlacht von Boyacá, die am 7. August 1819 unter dem Kommando des Befreiers Simon Bolívar geführt wurde und als entscheidend für die Unabhängigkeit Kolumbiens von der spanischen Herrschaft gilt.